# Pseudonapomyza gambica
Pseudonapomyza gambica är en tvåvingeart som beskrevs av Zlobin 2002. Pseudonapomyza gambica ingår i släktet Pseudonapomyza och familjen minerarflugor. Inga underarter finns listade i Catalogue of Life.